# Супер-нептун
Супер-нептун — тип экзопланеты, которая более массивна, чем Нептун. Эти планеты обычно описываются как примерно в 5-7 раз большие, чем Земля, с предполагаемой массой 20-80 M🜨; помимо этого их обычно называют газовыми гигантами. Планета, попадающая в этот диапазон масс, также может называться суб-Сатурном.
Было относительно мало открытий такого рода планет. Считается, что разрыв в массе между планетами, подобными Нептуну и Юпитеру, существует из-за «стремительной аккреции», происходящей для протопланет размером более 20 M🜨 — как только этот порог массы преодолён, они накапливают большую дополнительную массу (из-за гравитации, увеличивающейся с массой и наличием материала в аккреционном диске) и превращаются в планеты размером с Юпитер или даже больше.
Известные примеры включают Kepler-101b, HAT-P-11b и K2-33b.